# Antiprismă
În geometrie, o antiprismă n-gonală este un poliedru compus din două copii paralele ale unui poligon cu n laturi, conectate printr-o bandă de triunghiuri alternante. Antiprismele sunt o subclasă de prismatoide și sunt un tip (degenerat) de poliedre snub.
Antiprismele sunt similare cu prismele, cu excepția faptului că bazele sunt rotite una față de alta și că fețele laterale sunt triunghiuri în loc de patrulatere.
În cazul unei baze regulate cu „n” laturi, de obicei se ia în considerare cazul în care copia sa este rotită cu un unghi de {\displaystyle 180^{\circ }/n\,}. O regularitate suplimentară se obține atunci când linia care leagă centrele bazelor este perpendiculară pe planele bazelor, făcând-o o antiprismă dreaptă. Ca fețe are cele două baze n-gonale și, conectate la aceste baze, 2n triunghiuri isoscele.

## Antiprisme uniforme
O antiprismă uniformă are, în afară de fețele de bază, 2n triunghiuri echilaterale ca fețe. Antiprismele uniforme formează o clasă infinită de poliedre tranzitive pe vârfuri, la fel cu prismele uniforme. Pentru n = 2 se obține tetraedrul regulat ca antiprismă digonală (antiprismă degenerată), iar pentru n = 3 octaedrul regula ca antiprismă triunghiulară (antiprismă nedegenerată).
Poliedrele duale ale antiprismelor sunt trapezoedrele. Existența lor a fost discutată și numele lor a fost inventat de Johannes Kepler, deși este posibil ca acestea să fi fost cunoscute anterior de Arhimede, întrucât îndeplinesc aceleași condiții pe vârfuri ca și poliedrele arhimedice.
| Familia antiprismelor n-gonale uniforme | Familia antiprismelor n-gonale uniforme | Familia antiprismelor n-gonale uniforme | Familia antiprismelor n-gonale uniforme | Familia antiprismelor n-gonale uniforme | Familia antiprismelor n-gonale uniforme | Familia antiprismelor n-gonale uniforme | Familia antiprismelor n-gonale uniforme | Familia antiprismelor n-gonale uniforme | Familia antiprismelor n-gonale uniforme | Familia antiprismelor n-gonale uniforme | Familia antiprismelor n-gonale uniforme | Familia antiprismelor n-gonale uniforme | Familia antiprismelor n-gonale uniforme | Familia antiprismelor n-gonale uniforme |
| --------------------------------------- | --------------------------------------- | --------------------------------------- | --------------------------------------- | --------------------------------------- | --------------------------------------- | --------------------------------------- | --------------------------------------- | --------------------------------------- | --------------------------------------- | --------------------------------------- | --------------------------------------- | --------------------------------------- | --------------------------------------- | --------------------------------------- |
| Imagine poliedru                        |                                         |                                         |                                         |                                         |                                         |                                         |                                         |                                         |                                         |                                         |                                         | ...                                     | Antiprismă apeirogonală                 |                                         |
| Imagine pavare sferică                  |                                         |                                         |                                         |                                         |                                         |                                         |                                         |                                         |                                         |                                         |                                         | Imagine pavare plană                    |                                         |                                         |
| Configurația vârfului n.3.3.3           | 2.3.3.3                                 | 3.3.3.3                                 | 4.3.3.3                                 | 5.3.3.3                                 | 6.3.3.3                                 | 7.3.3.3                                 | 8.3.3.3                                 | 9.3.3.3                                 | 10.3.3.3                                | 11.3.3.3                                | 12.3.3.3                                | ...                                     | ∞.3.3.3                                 |                                         |

### Diagrame Schlegel
| A3 | A4 | A5 | A6 | A7 | A8 |

## Coordonate carteziene
Coordonatele carteziene ale vârfurilor unei antiprisme drepte cu baze n-gonale (regulate) și triunghiuri isoscele sunt
{\displaystyle \left(\cos {\frac {k\pi }{n}},\sin {\frac {k\pi }{n}},(-1)^{k}h\right)}
unde k poate lua valori între 0 și 2n − 1; dacă triunghiurile sunt echilaterale,
{\displaystyle 2h^{2}=\cos {\frac {\pi }{n}}-\cos {\frac {2\pi }{n}}}.

## Volumul și aria anvelopei
Fie a lungimea laturii unei antiprisme uniforme. Atunci, volumul este
{\displaystyle V={\frac {n{\sqrt {4\cos ^{2}{\frac {\pi }{2n}}-1}}\sin {\frac {3\pi }{2n}}}{12\sin ^{2}{\frac {\pi }{n}}}}a^{3}}
iar aria anvelopei este
{\displaystyle A={\frac {n}{2}}\left(\cot {\frac {\pi }{n}}+{\sqrt {3}}\right)a^{2}}.

## Poliedre înrudite
Există un set infinit de antiprisme trunchiate, inclusiv o formă de simetrie inferioară a octaedrului trunchiat (antiprismă triunghiulară trunchiată). Acestea pot fi alternate pentru a crea antiprisme snub, dintre care două sunt poliedre Johnson, iar antiprisma triunghiulară snub este o formă de simetrie inferioară a icosaedrului.
| Antiprisme            | Antiprisme | Antiprisme | Antiprisme         | Antiprisme         |
| --------------------- | ---------- | ---------- | ------------------ | ------------------ |
|                       |            |            |                    | ...                |
| s{2,4}                | s{2,6}     | s{2,8}     | s{2,10}            | s{2,2n}            |
| Antiprisme trunchiate |            |            |                    |                    |
|                       |            |            |                    | ...                |
| ts{2,4}               | ts{2,6}    | ts{2,8}    | ts{2,10}           | ts{2,2n}           |
| Antiprisme snub       |            |            |                    |                    |
| J84                   | Icosaedru  | J85        | Fețe neregulate... | Fețe neregulate... |
|                       |            |            |                    | ...                |
| ss{2,4}               | ss{2,6}    | ss{2,8}    | ss{2,10}           | ss{2,2n}           |

## Simetrie
Grupul de simetrie al unei antiprisme drepte cu bază regulată și fețele laterale triunghiuri isoscele este Dnd de ordinul 4n, cu excepția cazului tetraedrului, care are grupul de simetrie mai mare Td de ordinul 24, care are trei versiuni ale D2d ca subgrupuri, și cazul octaedrului, care are grupul de simetrie mai mare Oh de ordinul 48, care are patru versiuni ale D3d ca subgrupuri.
Grupul de simetrie admite simetria față de centru (inversiunea față de punctul din centru) dacă și numai dacă n este impar.
Grupul de rotații este Dn de ordinul 2n, cu excepția cazului tetraedrului, care are un grup de rotații mai mare T de ordinul 12, care are trei versiuni ale D 2 ca subgrupuri, și cazul octaedrului, care are grupul de rotații mai mare O de ordinul 24, care are patru versiuni ale D3</ sub> ca subgrupuri.

## Antiprisme stelate
| 5/2-antiprismă | 5/2-antiprismă | 5/2-antiprismă | 5/3-antiprismă | 5/3-antiprismă | 5/3-antiprismă |
| 9/2-antiprismă | 9/2-antiprismă | 9/4-antiprismă | 9/4-antiprismă | 9/5-antiprismă | 9/5-antiprismă |

Antiprismele stelate uniforme sunt denumite după poligoanele stelate, {p/q}, de la bazle lor și există în versiuni directe sau retrograde. Formele retrograde, numite și retroprisme, au figurile vârfurilor intersectate și sunt notate cu fracții inversate, p/(p - q) în loc de p/q, de exemplu 5/3 în loc de 5/2.
În formele retrograde, dar nu și în formele directe, triunghiurile care unesc bazele stelate intersectează axa simetriei de rotație.
Unele antiprisme stelate retrograde cu baze poligonale convexe regulate nu pot fi construite cu muchii de lungimi egale, deci nu sunt poliedre uniforme.
Compușii de antiprisme stelate pot fi de asemenea construiți acolo unde p și q au factori comuni. De exemplu: o antiprismă stelată 10/4 este compusul a două antiprisme stelate 5/2.
| Antiprisme stelate cu bazele având până la 12 laturi, după simetrii | Antiprisme stelate cu bazele având până la 12 laturi, după simetrii | Antiprisme stelate cu bazele având până la 12 laturi, după simetrii | Antiprisme stelate cu bazele având până la 12 laturi, după simetrii | Antiprisme stelate cu bazele având până la 12 laturi, după simetrii | Antiprisme stelate cu bazele având până la 12 laturi, după simetrii |
| Grup de simetrie sferică                                            | Stelate uniforme                                                    | Stelate uniforme                                                    | Stelate uniforme                                                    | Stelate uniforme                                                    | Alte stelate                                                        |
| ------------------------------------------------------------------- | ------------------------------------------------------------------- | ------------------------------------------------------------------- | ------------------------------------------------------------------- | ------------------------------------------------------------------- | ------------------------------------------------------------------- |
| D4d [2+,8] (2*5)                                                    |                                                                     |                                                                     |                                                                     |                                                                     | 3.3/2.3.4                                                           |
| D5h [2,5] (*225)                                                    | 3.3.3.5/2                                                           |                                                                     |                                                                     |                                                                     | 3.3/2.3.5                                                           |
| D5d [2+,10] (2*5)                                                   | 3.3.3.5/3                                                           |                                                                     |                                                                     |                                                                     |                                                                     |
| D6d [2+,12] (2*6)                                                   |                                                                     |                                                                     |                                                                     |                                                                     | 3.3/2.3.6                                                           |
| D7h [2,7] (*227)                                                    | 3.3.3.7/2                                                           | 3.3.3.7/4                                                           |                                                                     |                                                                     |                                                                     |
| D7d [2+,14] (2*7)                                                   | 3.3.3.7/3                                                           |                                                                     |                                                                     |                                                                     |                                                                     |
| D8d [2+,16] (2*8)                                                   | 3.3.3.8/3                                                           | 3.3.3.8/5                                                           |                                                                     |                                                                     |                                                                     |
| D9h [2,9] (*229)                                                    | 3.3.3.9/2                                                           | 3.3.3.9/4                                                           |                                                                     |                                                                     |                                                                     |
| D9d [2+,18] (2*9)                                                   | 3.3.3.9/5                                                           |                                                                     |                                                                     |                                                                     |                                                                     |
| D10d [2+,12] (2*10)                                                 | 3.3.3.10/3                                                          |                                                                     |                                                                     |                                                                     |                                                                     |
| D11h [2,11] (*2.2.11)                                               | 3.3.3.11/2                                                          | 3.3.3.11/4                                                          | 3.3.3.11/6                                                          |                                                                     |                                                                     |
| D11d [2+,22] (2*11)                                                 | 3.3.3.11/3                                                          | 3.3.3.11/5                                                          | 3.3.3.11/7                                                          |                                                                     |                                                                     |
| D12d [2+,24] (2*12)                                                 | 3.3.3.12/5                                                          | 3.3.3.12/7                                                          |                                                                     |                                                                     |                                                                     |
| ...                                                                 |                                                                     |                                                                     |                                                                     |                                                                     |                                                                     |